# Epimetopus ballatoris
Epimetopus ballatoris (лат.) — вид жуков рода Epimetopus из семейства Epimetopidae. Венесуэла, Тринидад.

## Описание
Водные жуки мелкого размера, вытянутой формы, слабо выпуклые. Длина тела около 1,5 мм. Голова чёрная, дорзум красный, вентер и тазики темно-коричневые, максиллярные щупики коричневые. Габитус этого вида очень похож на габитус некоторых других представителей группы E. costatus; отличается строением эдеагуса, который сходен с E. apocinus. Эдеагус имеет дугообразные парамеры, выгибающиеся над срединной долей; степень выгибания значительно больше, чем у E. apocinus. Срединная лопасть, отчётливо сужающаяся в дистальной половине, также явно отличается от таковой у E. apocinus. Углубления передних тазиков закрытые сзади; метастернум с однообразной скульптурой, без отграниченной гладкой области. Пронотум нависает над головой в виде выступа. Усики состоят из 9 антенномеров. Глаза крупные. Лапки 5-члениковые.

## Таксономия
Вид был впервые описан в 2012 году в ходе родовой ревизии, проведённой американским колеоптерологом Филипом Перкинсом и назван E. ballatoris  в связи с формой эдеагуса, парамеры которого выгибаются над срединной долей, напоминая балерину.